# Марія Аліса Австрійська
Марія Аліса Австрійська (нім. Maria Alice von Österreich, також Марія Аліса Австро-Тешенська, нім. Maria Alice von Österreich-Teschen та Марія Аліса Габсбург-Лотаринзька, нім. Maria Alice von Habsburg-Lothringen; 15 січня 1893 — 1 липня 1962) — ерцгерцогиня Австрійська з династії Габсбургів, донька герцога Тешенського Фрідріха та принцеси Ізабелли фон Крой, дружина барона Фрідріха Генріха Вальдботт фон Бассенгайм.

## Біографія
Марія Аліса народилася 15 січня 1893 року у Прессбурзі. Вона була восьмою дитиною та восьмою донькою в родині австрійського ерцгерцога Фрідріха та його дружини Ізабелли фон Крой. Дівчинка мала старших сестер Марію Крістіну, Марію Анну, Марію Генрієтту, Наталію, Ґабріелу та Ізабеллу. Ще одна сестра померла до її народження. За чотири роки в родині з'явився довгоочікуваний син Альбрехт.

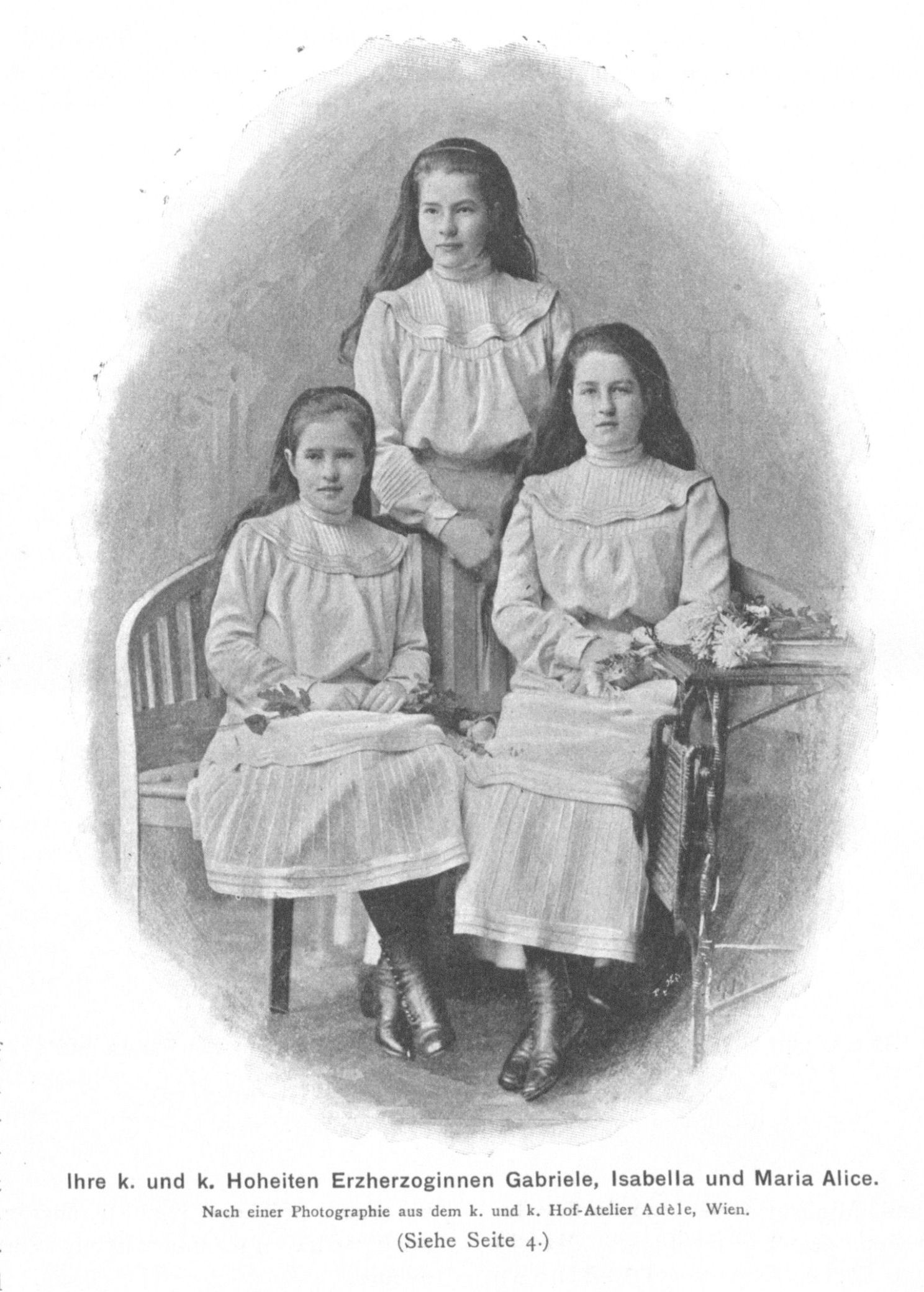
Марія Аліса із сестрами Ґабріелою та Ізабеллою, фото Вільгельма Фьорстера, 3 жовтня 1903

У 1895 році від свого прийомного батька Альбрехта Фрідріх успадкував Тешенське герцогство та численні статки. Родина відразу стала однією із найзаможніших в імперії.
Сімейство мешкало у Прессбурзі, а у 1905 році вони переїхали до Відня, де оселилися в Палаці Альбрехта у 1-му районі міста. Батька, який був поважним вояком, в цей час призначили генерал-інспектором збройних сил Австро-Угорщини.
Восени 1918 року сімейство перебралося до угорських володінь. Чотири старші сестри до того часу вже вийшли заміж, а ще одна померла не досягши дорослого віку.
У віці 27 років Марія Аліса взяла шлюб із 30-річним бароном Фрідріхом Генріхом Вальдботт фон Бассенгайм. Весілля відбулося 8 травня 1920 року у Люцерні в Швейцарії. Через шлюби своїх сестер наречений був пов'язаний із баронським домом Фюрстенбергів.
У подружжя народилося шестеро дітей. До кінця Другої світової родина мешкала в Угорщині, де мала земельну власність. Між іншими, їм належала вілла Вальдботт у місті Шаторальяуйхей, де народилася їхня друга донька.
Після приходу до влади комуністів у 1945 році, володіння аристократії були експропрійовані державою. Подружжя згодом переїхало до свого зятя Ганса Геріберта у Баварію. У 1955 у Буенос-Айресі помер єдиний брат Марії Аліси, Альбрехт. Замок Хальбтурн перейшов від нього до її сина Пауля.
Барон Фрідріх помер 16 грудня 1959 року. Марія Аліса пережила його на три роки і пішла з життя 1 липня 1962-го. Її не стало у Хальбтурнському замку. Поховали баронесу поруч із чоловіком на цвинтарі Зеєфельда.

## Родина
Чоловік — Фрідріх Генріх Вальдботт фон Бассенгайм
Дітиː
- Марія Іммакулата (нар. 1921) — удова графа Ганса Геріберта цу Тьоррінг-Єттенбах, має п'ятеро дітей;
- Антон (нар. 1922) — одружений із Теєю Шонпфлуг, має чотирьох дітей;
- Пауль (1924—2008) — був одруженим із графинею Марією Терезою фон Фікенбург-Капелліні, власних дітей не мав, всиновив сина своєї сестри Стефанії;[8]
- Ізабелла (1926—2009) — була одружена із графом Понграцем Шомшич де Саардом, мала трьох синів;
- Стефанія (1929—2012) — дружина графа Йоганнеса цу Кьонігсегг-Аулендорфа, мала доньку та двох синів;
- Йозеф (нар. 1933).

## Нагороди
- Орден Королеви Марії Луїзи № 1032 (Іспанія).